# České Brezovo
České Brezovo es un municipio del distrito de Poltár en la región de Banská Bystrica, Eslovaquia, con una población estimada a final del año 2024 de 435 habitantes.
Se encuentra ubicado en el centro de la región, cerca del río Ipoly —un afluente izquierdo del Danubio— y de la frontera con Hungría.

## Demografía
| Año        | 1994 | 2004     | 2014    | 2024     |
| ---------- | ---- | -------- | ------- | -------- |
| Población  | 983  | 492      | 505     | 435      |
| Diferencia |      | −49,94 % | +2,64 % | −13,86 % |

| Año        | 2023 | 2024    |
| ---------- | ---- | ------- |
| Población  | 441  | 435     |
| Diferencia |      | −1,36 % |